# 曹鸾
曹鸾（—176年），東漢時期的永昌太守。
第二次党锢之祸爆發後，永昌太守曹鸾认为不应禁锢党人。熹平五年（176年），曹鸾向漢靈帝上书要求朝廷赦免黨人，曹鸾在給朝廷的奏章中表示党人是治国安邦的栋梁，禁锢党人是導致最近天灾频现的原因。漢灵帝得知後下令将曹鸾从永昌郡押解到槐里狱，最終曹鸾死於獄中。一說曹鸾被棄市。中華人民共和國時期考古人員在位於安徽亳州的曹氏家族墓群发现了曹鸾墓。